# Franjo Flego
Franjo Flego (tudi Fran Flego), hrvaški politik, slovenskega rodu, * 17. marec 1852, Štrped, Buzet, † 25. december 1930, 
Počekaji.

## Življenje in delo
Rodil se je v revni družini očetu Sebastijanu in Eufemiji Flego. Italijansko osnovno šolo je obiskoval v Buzetu, hrvaškega jezika se je naučil sam. Leta 1887 je bil  izvoljen za župana v Buzetu. Na občini je 1888 uvedel hrvaščino kot drugi uradni jezik. Za župana je bil izvoljen še leta 1890 in 1906. V kmečki kuriji sodnih okrajev Koper, Piran in Buzet je bil 30. avgusta 1888 izvoljen za poslanca v Istrski deželni zbor. V isti deželni zbor je bil ponovni izvoljen 25. junija 1889. Kot kandidat političnega društva Edinost je kot predstavnik Hrvatov sodeloval tudi na volitvah po 1. svetovni vojni.
Flego je eden od najpomembnejših tvorcev hrvaškega in slovenskega narodnega in političnega gibanja v severni Istri.